# Harold Bride
Harold Sydney Bride (11 de enero de 1890 – 29 de abril de 1956) nacido en Londres, Reino Unido, fue un marino británico y el radiotelegrafista subalterno a bordo del trasatlántico RMS Titanic. Trabajando junto a Jack Phillips, Bride ayudó informándole al capitán Smith sobre los barcos que venían en ayuda del Titanic. La mañana siguiente del hundimiento, Bride fue rescatado por el RMS Carpathia y sin preocuparse por su estado físico luego del hundimiento y tras pasar la noche en el mar, Bride ayudó al operador del Carpathia a transmitir la lista de pasajeros sobrevivientes del naufragio.

## Primeros años
Harold Bride, hijo de Arthur Bride y de Mary Ann Lowe, nació en el distrito de Nunhead (Londres, Inglaterra) en 1890. El más joven de tres hijos, Bride vivió con su familia en Bromley, otro distrito de Londres. Después de terminar la escuela primaria, Bride decidió que quería ser un operador de radio y trabajó en el negocio de su familia para poder pagarse sus estudios. Terminó sus prácticas en la Marconi Company en julio de 1911. Trabajando para Marconi, Bride fue asignado en el mar para trabajar como operador en el barco Haverford, para después trabajar en el Lusitania, el La France, y finalmente en el Anselm, antes de irse al Titanic.

## A bordo del RMSTitanic

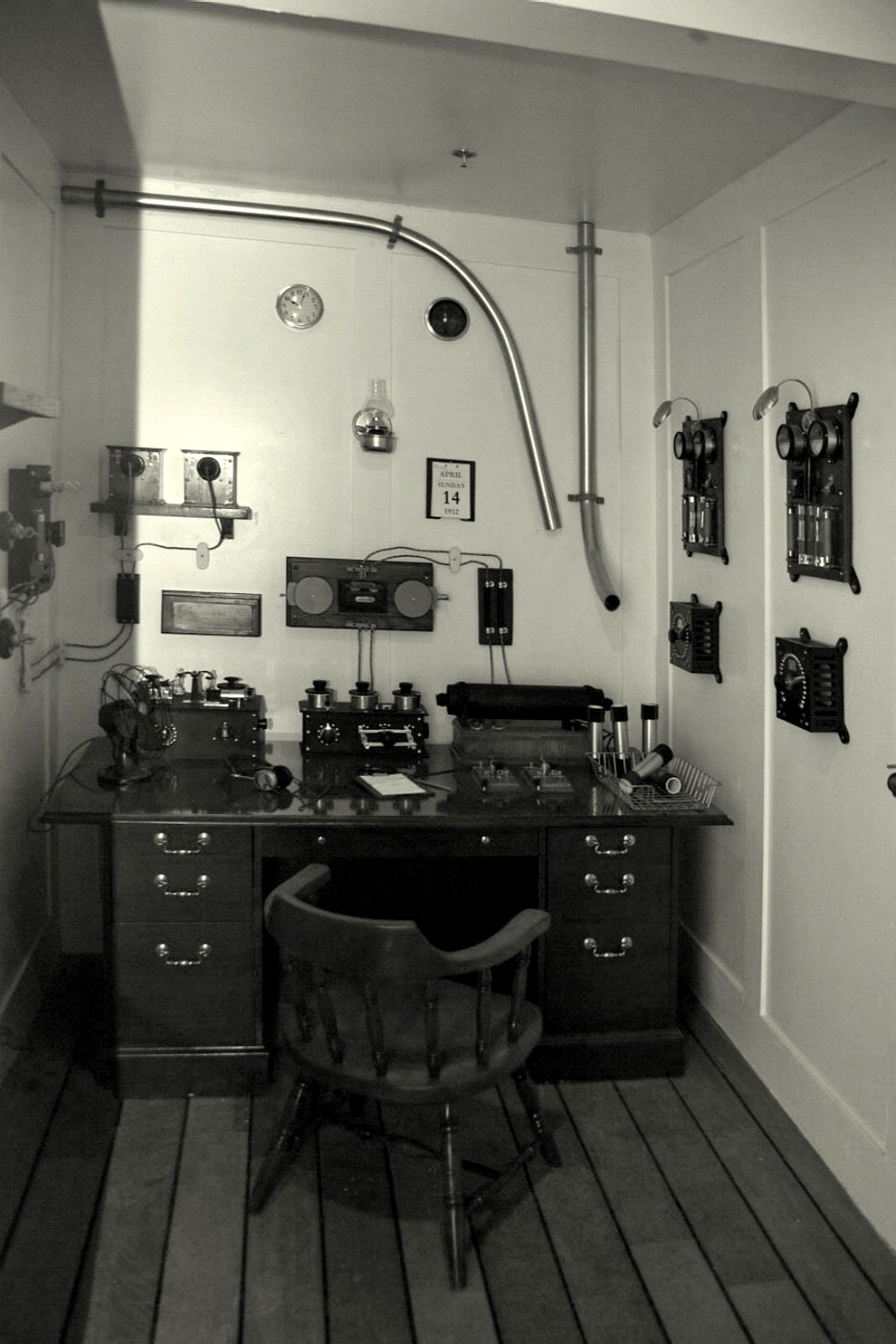
Recreación del cuarto Marconi del RMS Titanic.

En 1912, Bride ingresó en el nuevo trasatlántico de la White Star Line RMS Titanic como radiotelegrafista subalterno y como asistente de John "Jack" Phillips, en Belfast, Irlanda del Norte. Algunos dicen que Bride conocía a Phillips desde antes del Titanic pero el mismo Bride negó reiteradamente esto y dijo que no lo conoció nunca antes de Belfast. El Titanic zarpó desde Southampton hacia Nueva York el 10 de abril. Durante el viaje, Phillips y Bride, asentados en la cabina de telégrafo, en la cubierta de botes, enviaron mensajes personales por parte de los pasajeros y también recibieron varias alertas de iceberg en la zona, provenientes de otros barcos.
En el atardecer del 14 de abril de 1912, Bride se había ido a la cama temprano para prepararse para relevar a Phillips a la medianoche, dos horas antes de lo normalmente planeado. El telégrafo no había estado trabajando temprano y Phillips estaba muy ocupado tomando cartas de pasajeros para enviar a Cape Race, Terranova.
Esa noche, el Titanic chocó contra un iceberg a las 11:40 p. m. y empezó a hundirse. Bride despertó poco después y le preguntó a Phillips qué estaba ocurriendo. Phillips le dijo que habían chocado contra algo. Bride no le entendió y se preparó para entrar en tareas. El capitán Edward Smith fue inmediatamente a la cabina de telégrafo y les dijo a Bride y Phillips que estuvieran preparados para enviar mensajes de ayuda. Poco después de la medianoche, el capitán fue de nuevo a la cabina de telégrafo, les ordenó que enviaran señales de ayuda y les brindó la posición del barco. Phillips enviaba mensajes de CQD mientras Bride le entregaba información al Capitán Smith acerca de los barcos que podrían acudir en rescate del Titanic. Sin embargo, el barco más cercano al Titanic, el RMS Carpathia no llegó hasta después del hundimiento. En un momento Bride le recordó a Phillips que el nuevo código de asistencia era el SOS, y bromeando le dijo "Envía SOS, esta es la nueva llamada, y quizá sea la última oportunidad que tengas de enviarlo". Más tarde, Phillips se tomó una pausa y Bride se hizo cargo del telégrafo. Phillips volvió poco después y le informó a Bride que la proa del barco estaba hundida y que necesitaban ponerse más ropa y un salvavidas. Bride empezó a prepararse mientras Phillips volvió a trabajar en la máquina de telégrafo.
El trabajo de los telegrafistas terminó completamente cuando el capitán Smith entró en la cabina y les informó que ellos ya habían hecho su trabajo y que intentaran salvarse. Phillips continuó trabajando mientras Bride recogió un poco de dinero y pertenencias personales. Cuando volvió, vio que un miembro de la tripulación estaba tomando el salvavidas de Phillips. Bride vio al hombre y lo agarró mientras que Phillips se paró y lo golpeó echándolo de la sala. El agua comenzaba a inundar la cubierta del barco donde ellos estaban y cuando empezó a inundarse la sala de telégrafo, ellos salieron de ahí y Bride ayudó a sacar el bote salvavidas plegable B, frente al techo del camarote de oficiales. La tripulación fue incapaz de poner en marcha al bote y éste cayó boca abajo al agua. Bride quedó debajo del bote, pero nadó hacia la superficie y subió a éste junto con otros quince hombres, quienes pudieron sobrevivir. Sin embargo, Phillips murió antes de que el rescate llegara. Bride y los otros a bordo del bote salvavidas B fueron rescatados luego por otro bote cercano, y más tarde, por el RMS Carpathia, el cual ya había llegado al lugar.
En el Carpathia, el seriamente afectado Bride, descansó, para luego ayudar al telegrafista del Carpathia, Harold Cottam, a enviar los mensajes personales de los sobrevivientes.

## Después del desastre

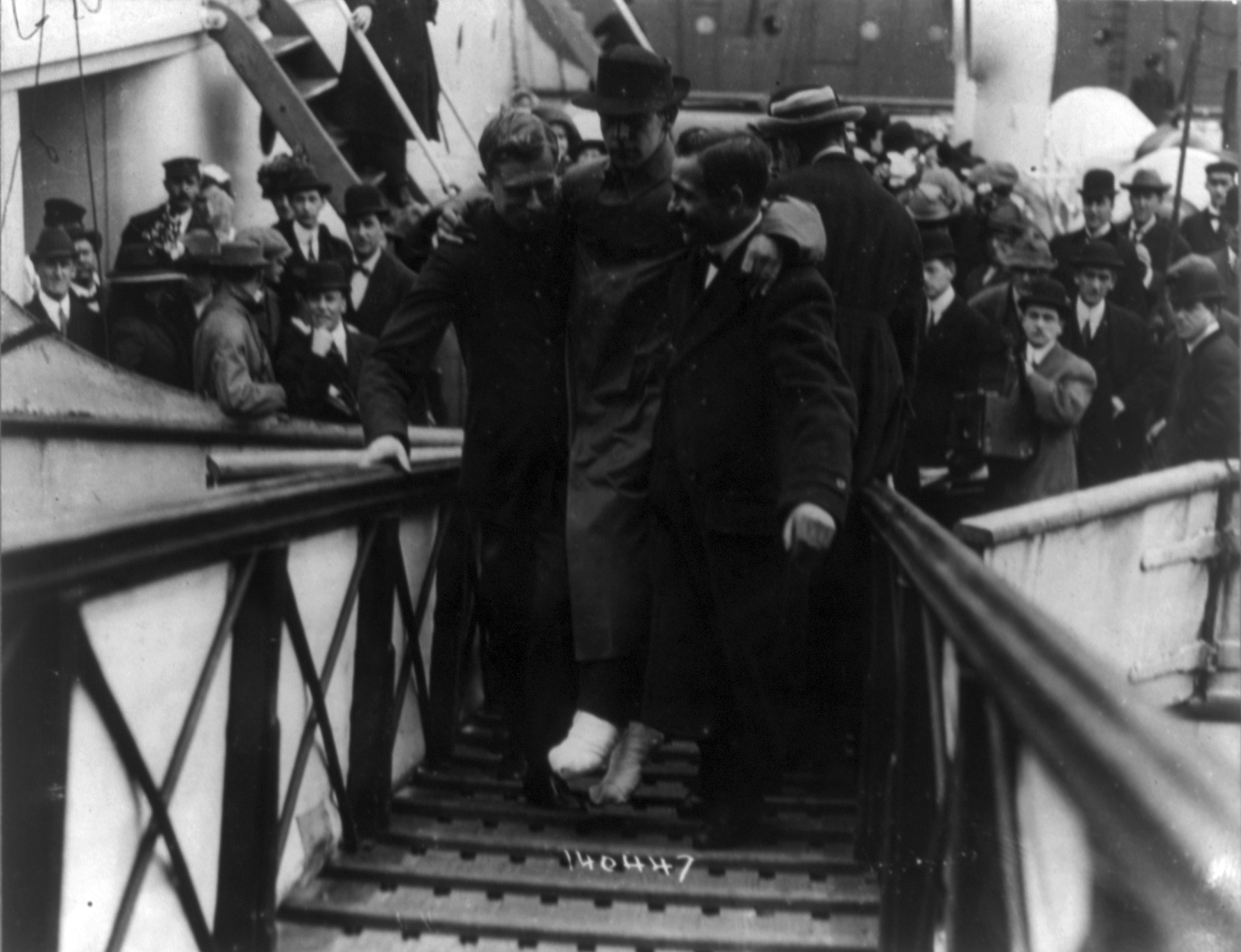
Bride siendo asistido, con el pie vendado tras el naufragio del Titanic.

Bride, quien tuvo que ser asistido para abandonar el Carpathia por las heridas sufridas en sus pies (uno gravemente lesionado y el otro congelado), se reunió en Nueva York con Guglielmo Marconi y fue entrevistado por el New York Times, que le dio 1000 dólares a Bride por su historia, "Thrilling Story by Titanic's Surviving Wireless Man". Posteriormente, testificó en las investigaciones estadounidense y británica sobre el desastre del Titanic y habló sobre las alertas de hielo y qué sucedió esa noche.
Bride fue muy cuestionado por la prensa escrita y por la Armada de los Estados Unidos porque, supuestamente, mientras estaba en el Carpathia, no ayudó en las preguntas que se le hacían sobre algunos pasajeros, a lo que Bride se defendió diciendo que la prioridad era dar mensajes privados de los pasajeros e informar sobre los sobrevivientes, en vez de contestar preguntas de la prensa. También afirmó que la Armada no entendió el código Morse, algo que la Armada negó. También hubo empresas que acusaron a Bride, pero finalmente, fue considerado como un héroe del naufragio.
Aunque fue un testigo clave del hundimiento, Bride siempre mantuvo un perfil bajo. Antes del Titanic, el 16 de marzo de 1912, Bride se había comprometido con Mabel Ludlow, pero rompió este compromiso poco después, en septiembre, cuando conoció a Lucy Downie, con quien se casó el 10 de abril de 1920. Durante la Primera Guerra Mundial, Bride sirvió como telegrafista en el barco de vapor Mona's Isle, y en 1922, él y Lucy se fueron a vivir a Escocia, donde Bride se convirtió en vendedor. Tuvieron tres hijos: Lucy (1921), John (1924) y Jeanette (1929).
Murió de cáncer de pulmón en 1956, en Escocia.